# Бельский, Зеэв
Зеэв Бельский (ивр. זאב בילסקי‎; род. 13 марта 1949 года, Иерусалим, Израиль) — депутат Кнессета от партии «Кадима», бывший председатель Еврейского агентства и Всемирной сионистской организации, бывший мэр города Раанана.

## Биография
Зеэв Бельский родился 13 марта 1949 года, в Иерусалиме. Учился в Еврейском университете Иерусалима на факультете экономики. Общественную деятельность начал в качестве посланника Еврейского агентства в ЮАР.
В 1989 году впервые избирается на пост мэра Раананы. Трижды переизбирается на эту должность, а в 2005 году, по просьбе Премьер-министра Ариэля Шарона, назначается на пост председателя Еврейского агентства и Всемирной сионистской организации.
В преддверии выборов в кнессет 2009 года Бельский вступает в ряды партии Кадима и избирается в кнессет. Член комиссии по иностранным делам и безопасности.
Бельский женат, имеет троих детей.